# Jan Cihla
Jan Cihla (11. ledna 1929 Alžbětín – 10. srpna 2017 Český Krumlov) byl český akademický malíř, ilustrátor, sochař a grafik.

## Život
Mezi lety 1948 až 1955 absolvoval výtvarná studia v Praze a Bratislavě. Poté žil a tvořil v Českém Krumlově. Poprvé vystoupil se svými obrazy poetického civilismu (Brno, Praha 1958 až 1960). Maloval šumavská mystéria, v dalších letech se věnoval výtvarným realizacím v architektuře. V 60. letech tvořil filmové plakáty (např. plakát k filmu Harakiri). Uměleckohistorická kritika zařazuje jeho dílo do kontextu české malby druhé poloviny 20. století s charakteristikou fantazijního zobrazení mytologie přírody. Jeho díla jsou zastoupena ve sbírkách Národní galerie Praha a Alšovy jihočeské galerie v Hluboké nad Vltavou.
Ilustroval několik knih, byl poradcem regionálního muzea v Českém Krumlově pro nákup sbírek. Po roce 1990 propagoval jihočeské výtvarníky v Německu a ve Francii.

### Výstavy (výběr)
- Praha (1970, 1979, 1984, 1990)
- Linz (1991)
- Muzeum Kloster Asbach v Bavorsku (1992)

### Ocenění
- Umělecká cena Jihočeského krajského národního výboru 1986.
- Evropská akademie umění – sekce Rakousko – 1. cena za malbu 1989, 1. cena za grafiku 1990.